# Dirka po Sloveniji 2010
Dirka po Sloveniji 2010 je bila sedemnajsta izvedba Dirke po Sloveniji. To je bila etapna dirka UCI Europe Tour (2.1), ki je potekala od 17. do 20. junija 2010, v skupni dolžini 667 kilometrov.
Dirko je zmagal je Vincenzo Nibali, drugi Giovanni Visconti in tretji Chris Anker Sørensen. 
Nosilci preostalih majic so bili: Grega Bole najboljši po točkah (modra), Chris Anker Sørensen na gorskih ciljih (pikčastɑ), Blaž Furdi najboljši mladi kolesar (bela) in ekipno najbolši Team Saxo Bank.

## Ekipe
Dirko je začelo 109 kolesarjev iz 14 ekip, od tega jo je končalo 101 kolesar.

### UCI ProTeams
- Topsport Vlaanderen–Mercator
- Team Saxo Bank
- Liquigas-Doimo
- Lampre-Farnese Vini
- Vacansoleil

### UCI Pro Continental
- Acqua & Sapone
- Xacobeo–Galicia

### UCI Continental
- Adria Mobil
- Zheroquadro–Radenska
- Sava
- Loborika
- ISD–NERI
- Ceramica Flaminia
- Obrazi Delo Revije

## Trasa in etape
| Etapa  | Datum     | Trasa                          | Dolžina | Disciplina | Disciplina   | Zmagovalec        |
| ------ | --------- | ------------------------------ | ------- | ---------- | ------------ | ----------------- |
| 1      | 17. junij | Koper – Medvode                | 173 km  |            |              | Grega Bole        |
| 2      | 18. junij | Ljubljana – Villach (Avstrija) | 166 km  |            |              | Grega Bole        |
| 3      | 19. junij | Bled – Krvavec                 | 171 km  |            | gorska etapa | Vincenzo Nibali   |
| 4      | 20. junij | Brežice – Novo mesto           | 157 km  |            |              | Francesco Chicchi |
| Skupaj | Skupaj    | 667 km                         | 667 km  | 667 km     | 667 km       | 667 km            |

## Razvrstitev vodilnih
| Etapa          | Zmagovalec        | Skupno          | Po točkah  | Gorski cilji      | Mladi kolesarji | Ekipno         |
| -------------- | ----------------- | --------------- | ---------- | ----------------- | --------------- | -------------- |
| 1              | Grega Bole        | Grega Bole      | Grega Bole | Stéphane Rossetto | Marko Kump      | ni podatka     |
| 2              | Grega Bole        | Grega Bole      | Grega Bole | ni podatka        | Blaž Furdi      | ni podatka     |
| 3              | Vincenzo Nibali   | Vincenzo Nibali | Grega Bole | ni podatka        | Blaž Furdi      | ni podatka     |
| 4              | Francesco Chicchi | Vincenzo Nibali | Grega Bole | Stéphane Rossetto | Blaž Furdi      | Team Saxo Bank |
| Končni nosilci | Končni nosilci    | Vincenzo Nibali | Grega Bole | Stéphane Rossetto | Blaž Furdi      | Team Saxo Bank |

## Končna razvrstitev
| Legenda | Legenda                      | Legenda | Legenda                          |
| ------- | ---------------------------- | ------- | -------------------------------- |
|         | Zmagovalec skupnega seštevka |         | Zmagovalec gorskih ciljev        |
|         | Zmagovalec po točkah         |         | Zmagovalec med mladimi kolesarji |

### Skupno
| Uvr. | Kolesar              | Ekipa               | Čas         |
| ---- | -------------------- | ------------------- | ----------- |
| 1.   | Vincenzo Nibali      | Liquigas-Doimo      | 16h 18' 22" |
| 2.   | Giovanni Visconti    | ISD–NERI            | + 41"       |
| 3.   | Chris Anker Sørensen | Team Saxo Bank      | + 51"       |
| 4.   | Andrea Noè           | Ceramica Flaminia   | + 55"       |
| 5.   | Cayetano Sarmiento   | Acqua & Sapone      | + 55"       |
| 6.   | Anders Lund          | Team Saxo Bank      | 1' 08"      |
| 7.   | Marcos García        | Xacobeo–Galicia     | 1' 08"      |
| 8.   | Gašper Švab          | Sava                | 1' 58"      |
| 9.   | Grega Bole           | Lampre-Farnese Vini | 2' 00"      |
| 10.  | Mitja Mahorič        | Adria Mobil         | 2' 08"      |

### Po točkah
| Uvr. | Kolesar             | Ekipa                        | Točke |
| ---- | ------------------- | ---------------------------- | ----- |
| 1.   | Grega Bole          | Lampre-Farnese Vini          | 67    |
| 2.   | Giovanni Visconti   | ISD–NERI                     | 47    |
| 3.   | Marko Kump          | Adria Mobil                  | 34    |
| 4.   | Vincenzo Nibali     | Liquigas-Doimo               | 29    |
| 5.   | Blaž Furdi          | Sava                         | 27    |
| 6.   | Daniele Bennati     | Liquigas-Doimo               | 27    |
| 7.   | Francesco Chicchi   | Liquigas-Doimo               | 25    |
| 8.   | Borut Božič         | Vacansoleil                  | 24    |
| 9.   | Michael Van Staeyen | Topsport Vlaanderen–Mercator | 24    |
| 10.  | Jaroslaw Marycz     | Team Saxo Bank               | 23    |

### Gorski cilji
| Uvr. | Kolesar              | Ekipa               | Točke |
| ---- | -------------------- | ------------------- | ----- |
| 1.   | Stéphane Rossetto    | Vacansoleil         | 18    |
| 2.   | Vincenzo Nibali      | Liquigas-Doimo      | 16    |
| 3.   | Luka Rakuša          | ISD–NERI            | 12    |
| 4.   | Vladimir Kerkez      | Sava                | 8     |
| 5.   | Giovanni Visconti    | ISD–NERI            | 8     |
| 6.   | Chris Anker Sørensen | Team Saxo Bank      | 6     |
| 7.   | Rafaâ Chtioui        | Acqua & Sapone      | 6     |
| 8.   | Marcos García        | Xacobeo–Galicia     | 6     |
| 9.   | Gianluca Mirenda     | ISD–NERI            | 6     |
| 10.  | Danilo Hondo         | Lampre-Farnese Vini | 6     |

### Mladi kolesarji
| Uvr. | Kolesar             | Ekipa                        | Čas         |
| ---- | ------------------- | ---------------------------- | ----------- |
| 1.   | Blaž Furdi          | Sava                         | 16h 18' 22" |
| 2.   | Luka Mezgec         | Zheroquadro–Radenska         | 1' 20"      |
| 3.   | Alfredo Balloni     | Lampre-Farnese Vini          | 2' 44"      |
| 4.   | Jan Tratnik         | Zheroquadro–Radenska         | 4' 58"      |
| 5.   | Marko Kump          | Adria Mobil                  | 12' 10"     |
| 6.   | Michael Van Staeyen | Topsport Vlaanderen–Mercator | 13' 35"     |
| 7.   | Blaž Jarc           | Adria Mobil                  | 15' 57"     |
| 8.   | Jure Bitenc         | Obrazi Delo Revije           | 17' 28"     |
| 9.   | Mark Džamagastič    | Sava                         | 18' 50"     |
| 10   | Andi Bajc           | Zheroquadro–Radenska         | 24' 48"     |

### Ekipno
| Uvr. | Ekipa                | Čas         |
| ---- | -------------------- | ----------- |
| 1.   | Team Saxo Bank       | 49h 01' 36" |
| 2.   | Acqua & Sapone       | + 6"        |
| 3.   | Liquigas-Doimo       | + 12"       |
| 4.   | Sava                 | + 1' 25"    |
| 5.   | Ceramica Flaminia    | + 3' 13"    |
| 6.   | Xacobeo–Galicia      | + 3' 29"    |
| 7.   | ISD–NERI             | + 4' 44"    |
| 8.   | Zheroquadro–Radenska | + 6' 57"    |
| 9.   | Vacansoleil          | + 12' 09"   |
| 10.  | Loborika             | + 13' 20"   |